# Brühlscher Gartenpavillon

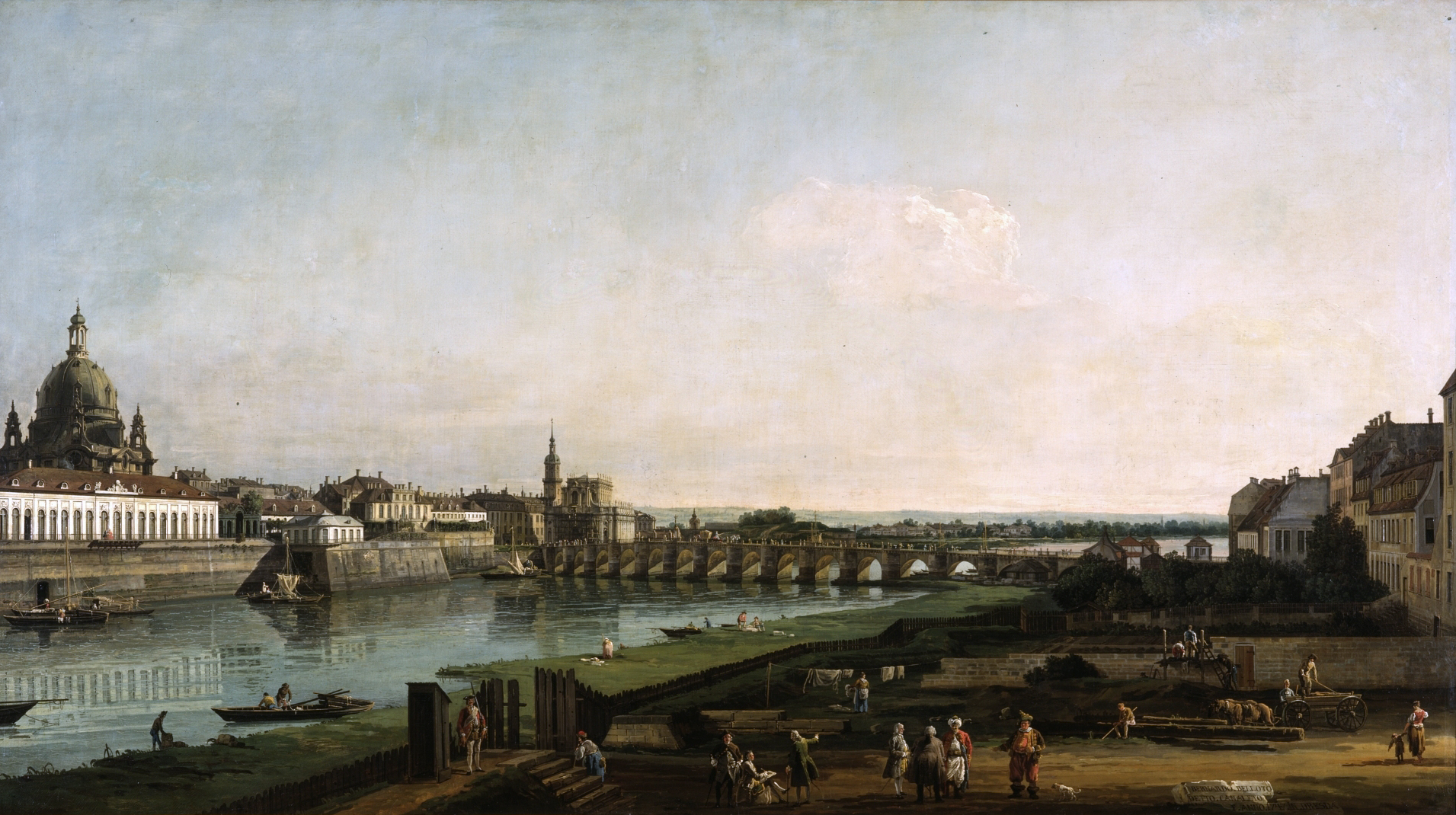
Bernardo Bellottos Gemälde Dresden vom rechten Elbufer oberhalb der Augustusbrücke von 1747 zeigt auch die damals nur wenige Jahre alten Brühlschen Herrlichkeiten. Der Brühlsche Gartenpavillon ist das helle Gebäude auf dem Mauervorsprung, rechts überm Segelschiff.

Der Brühlsche Gartenpavillon, auch als Brühlscher Pavillon oder Brühlscher Gartensaal bezeichnet, war der Gartenpavillon des Palais Brühl in Dresden. Errichtet um 1740 nach Plänen des Oberlandbaumeisters Johann Christoph Knöffel für den sächsischen Staatsmann Heinrich von Brühl, stand das architektonische Kleinod im Rokokostil bis zu seinem Abbruch 1861 in exponierter Lage auf der Brühlschen Terrasse hoch überm Ufer der Elbe. Bedeutung erlangte das Gebäude, das als Bestandteil des Brühlschen Gartens zu den sogenannten Brühlschen Herrlichkeiten zu zählen ist, auch durch seine Nachnutzungen: von 1828 bis 1833 als Gründungssitz des frühesten Vorläufers der TU Dresden sowie anschließend von 1833 bis 1854 als Atelier des wichtigen sächsischen Bildhauers Ernst Rietschel. Seit 1876 befindet sich am einstigen Standort des Pavillons das Rietscheldenkmal.

## Standort

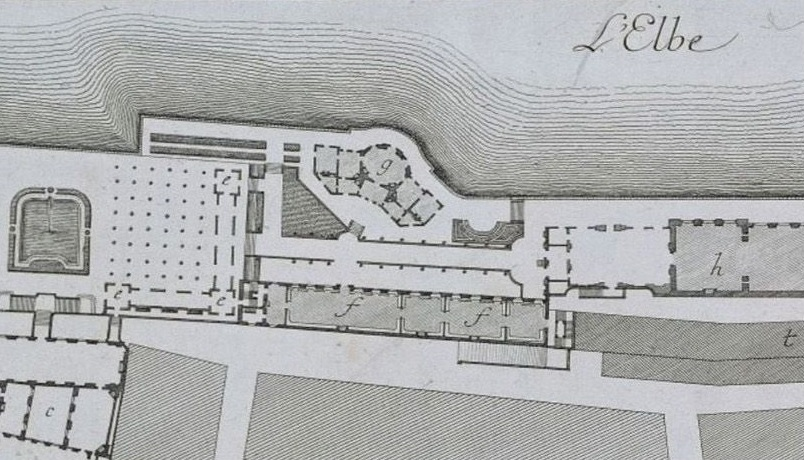
Ausschnitt aus dem Plan der Brühlschen Terrasse von 1761 mit dem Gartenpavillon in der Mitte.

Der Brühlsche Gartenpavillon befand sich am nördlichen Rand des westlichen Abschnittes der Brühlschen Terrasse im Norden der Inneren Altstadt Dresdens. Dort stand er in der nordöstlichen Ecke der Kleinen Bastion, einer auch als Plattform bzw. dem damaligen Zeitgeschmack entsprechend italienisch Piattaforma bezeichneten Fläche. Diese Bastion der Dresdner Befestigungsanlagen, gelegen in der Mitte zwischen der nordwestlichen Bastion Feuerwerksplatz (Sol) und der im Nordosten gelegenen Jungfernbastei (Venus), unterbrach die überlange Kurtine entlang der Elbfront in Form eines nur wenige Meter tiefen Vorsprungs. Die um 1550 angelegte Bastion diente der Aufstellung von Geschützen zur Sicherung des Elbübergangs und war daher bis zur Errichtung des Pavillons unbebaut.
Die Oberfläche der Bastion liegt etwa acht Meter oberhalb des Terrassenufers. Die Lage des Brühlschen Gartenpavillons war dadurch außerordentlich exponiert. Von der Bastion aus bietet sich bis heute eine 180-Grad-Aussicht über die Flusslandschaft der Elbe, beginnend am Ufer der Pirnaischen Vorstadt im Osten über das Neustädter Elbufer mit der Silhouette der Inneren Neustadt im Norden sowie Augustusbrücke und Ostragehege im Nordwesten bis hin zum Turm der Katholischen Hofkirche im Westen. Der Pavillon selbst war nach Nordosten ausgerichtet, also mit Blickrichtung auf die bewaldeten Höhen der Dresdner Heide. Entsprechend ist der Pavillon auf vielen Stadtansichten Dresdens aus der zweiten Hälfte des 18. und ersten Hälfte des 19. Jahrhunderts zu sehen, darunter Werke von Bernardo Bellotto (Canaletto).
Der Standort befindet sich direkt östlich des einst unmittelbaren Vorgartenbereichs des Palais Brühl. Aus diesem Vorgarten war der Pavillon mit wenigen Schritten erreichbar, er liegt allerdings auch heute einige Treppenstufen niedriger. Hinter dem Pavillon stand die Brühlsche Bibliothek, an deren Stelle sich nunmehr die Sekundogenitur befindet. Östlich dem Pavillon benachbart war im Ensemble der Brühlschen Herrlichkeiten die Brühlsche Galerie, deren Standort nun der nordwestliche Teil der Kunstakademie einnimmt. Genau im Zentrum des einstigen Bauplatzes des Brühlschen Gartenpavillons steht nunmehr das Rietscheldenkmal. Es befindet sich in einem kleinen Blumenrondell, kreisrund umgeben von einem Zierzaun. Der übrige Teil des früheren Standorts des Pavillons ist mit einem Bodenbelag aus Granitplatten versehen.

## Bauliches

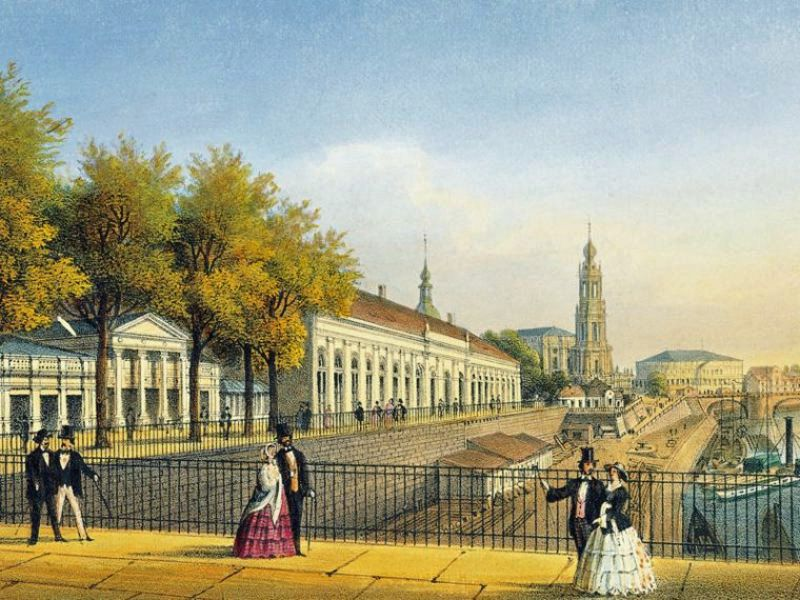
Brühlsche Galerie (Mitte) und Brühlscher Gartenpavillon (unterm Turm der Katholischen Hofkirche) in den 1850er Jahren (nicht vor 1852); rechts daneben die erste Semperoper.

Das eingeschossige, symmetrische Gebäude im Stil des Rokoko bestand aus einem vorspringenden, halbovalen und dreiachsigen Mittelbau, den ein näherungsweise kegelstumpfförmiges Dach mit aufgesetztem, etwas flacherem Oberdach bekrönte, sowie zwei Seitenflügeln nach Westen bzw. Südosten. Sie waren leicht nach hinten abgewinkelt, dreiachsig und mit Walmdach versehen. Die nordöstliche Fassade folgte in ihrem Grundriss eng dem vorgegebenen Verlauf der Festungsaußenmauern. Sie war als Schauseite des Gartenpavillons gestaltet, zeigte sich aber mit schlichtem, eher sparsamem Gebäudeschmuck. Im Mittelbau befanden sich drei Fenstertüren mit Rundbögen, wohingegen die Fenster der seitlichen Flügel gerade Abschlüsse hatten. Den zentralen Eingang hob ein Mittelrisalit hervor, den statt eines Giebels eine Kartusche mit dem Wappen derer von Brühl als Hauptakzent bekrönte.
Zudem kamen zur Fassadendekoration und -gliederung noch Spiegel und Lisenen zur Anwendung. In den Dachbereichen beider Seitenflügel befanden sich je eine Dachgaube und je ein Schornstein, ein weiterer Schornstein war der oberste Abschluss der Mittelachse. In der Mitte der Rückseite des Gebäudes lag der Zugang des Gartenpavillons aus Richtung des Brühlschen Palais. Nach einem vestibülartigen Vorraum öffnete sich der zentrale, ovale Saal, an den sich rechts und links in den Seitenflügeln je zwei weitere Räume anschlossen. Das Oval als Raumform des Rokoko kam im Gartenpavillon erst zum zweiten Mal in der Dresdner Profanarchitektur zur Ausführung. Der Kunsthistoriker Fritz Löffler sieht darin die Überwindung der klassischen Blockform des Zacharias Longuelune. Die kurzen Seiten des Pavillons wiesen jeweils ein Fenster auf, die Ecken zur Gebäuderückseite hin waren abgeschrägt und enthielten ebenfalls je ein Fenster.
Zu den wenigen noch sichtbaren Resten der Brühlschen Herrlichkeiten gehören unterdessen die beiden Balkons, die auf vom Terrassenufer aus gut sichtbaren Konsolen ruhen. Während einer dieser Balkons genau auf der früheren Mittelachse der Brühlschen Galerie liegt und damit bis heute auf ihren einstigen Standort östlich der Münzgasse verweist, sitzt der andere halbrund auf der Ecke der Kleinen Bastion auf, wo sich einst der Gartenpavillon befand. Möglicherweise haben sich unterhalb der Granitplatten noch Fundamentreste des Pavillons erhalten.

## Geschichte

### Der Gartenpavillon unter Graf Brühl und Fürst Repnin

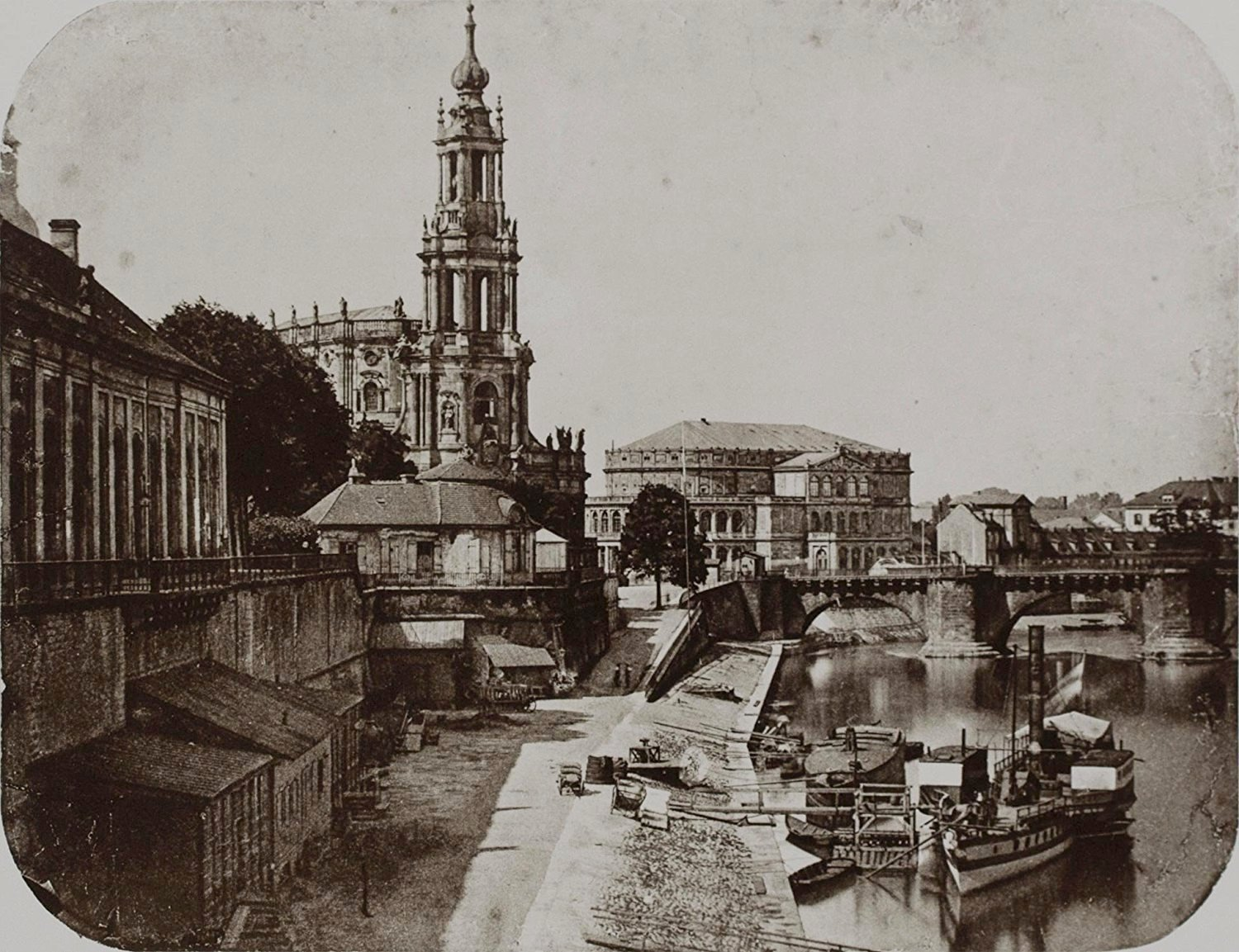
Dieses 1861 entstandene Foto von Hermann Krone zeigt den Brühlschen Gartenpavillon kurz vor seinem Abriss und rechts das 1857 gebaute Dampfschiff Meissen.

Der Staatsmann Heinrich von Brühl (1700–1763), der auf dem Höhepunkt seiner Karriere als sächsisch-polnischer Premierminister fungierte, ließ sich ab 1737 an der Augustusstraße ein nach ihm benanntes Wohnpalais errichten. Kurfürst Friedrich August II. (1696–1763) überließ dem Grafen Brühl ab 1739 etappenweise einige an das Palais angrenzende Bereiche des nördlichen Teils der Dresdner Stadtbefestigung, deren militärische Bedeutung stark nachgelassen hatte. Brühl ließ das Areal in den 1740er Jahren nach seinen Vorstellungen für „Freizeitnutzungen vor der eigenen Haustür“ in repräsentativer Form umgestalten.
Unter anderem entstanden auf diese Weise ein Bibliotheksgebäude, ein Galeriegebäude und ein großzügiger Gartenbereich, der schon im ersten Bauabschnitt einen Gartenpavillon erhalten sollte. Dieser wurde um 1740 – in der Literatur variieren die Jahresangaben von 1739 bis 1743 – nach Plänen des Oberlandbaumeisters Johann Christoph Knöffel (1686–1752) offenbar als einer der ersten von Brühl veranlassten Bauten auf der Terrasse errichtet und diente als Lusthaus höfischen Festlichkeiten. Zugänglich war der Brühlsche Garten vor allem über eine Freitreppe, die aus dem Palais über die Terrassengasse führte. Somit war er seinerzeit noch nicht öffentlich nutzbar.
Bis Ende der 1740er Jahre hatte Brühl auch die Jungfernbastei erhalten, wo Knöffel für ihn das zweite Belvedere errichten ließ. Dieses als Höhepunkt des Rokokostils in Dresden zu bezeichnende Bauwerk wurde allerdings bereits 1759, im Siebenjährigen Krieg, durch preußischen Beschuss zerstört. Hinsichtlich verschiedener Gemeinsamkeiten beider Gebäude, darunter die Ausrichtung nach Nordosten, die schöne Aussicht, die Lage auf Bastionen der Brühlschen Terrasse hoch überm Elbufer, die ähnliche Nutzung als Lusthaus und die Ellipsenform des Hauptsaals, kann der Gartenpavillon als Vorläufer des Belvederes gelten.
Nach Brühls Tod übernahm noch im ausgehenden 18. Jahrhundert das Kurfürstentum Sachsen die Anlagen mitsamt ihrer Bauten. Der russische Zar Alexander wohnte 1813 im Palais und ließ sich den Gartenpavillon nach seinem Geschmack herrichten. Fürst Nikolai Grigorjewitsch Repnin-Wolkonski, ein 1813 als Generalgouverneur von Sachsen eingesetzter russischer General, wies 1814 an, die Brühlsche Terrasse für jedermann zugänglich zu machen, wofür er unter anderem die Freitreppe am Schloßplatz anlegen ließ. Damit befand sich der Gartenpavillon nun in einer öffentlichen Parkanlage. Zudem wurde in den 1820er Jahren an der Basis der Kleinen Bastion eine dem damaligen Zeitgeschmack entsprechend Appareille genannte Rampe aufgeschüttet, um vom Schloßplatz aus das Terrassenufer zu erschließen, und an ihr das Schiffahrtsgebäude errichtet.

### Als Gründungssitz der Technischen Bildungsanstalt

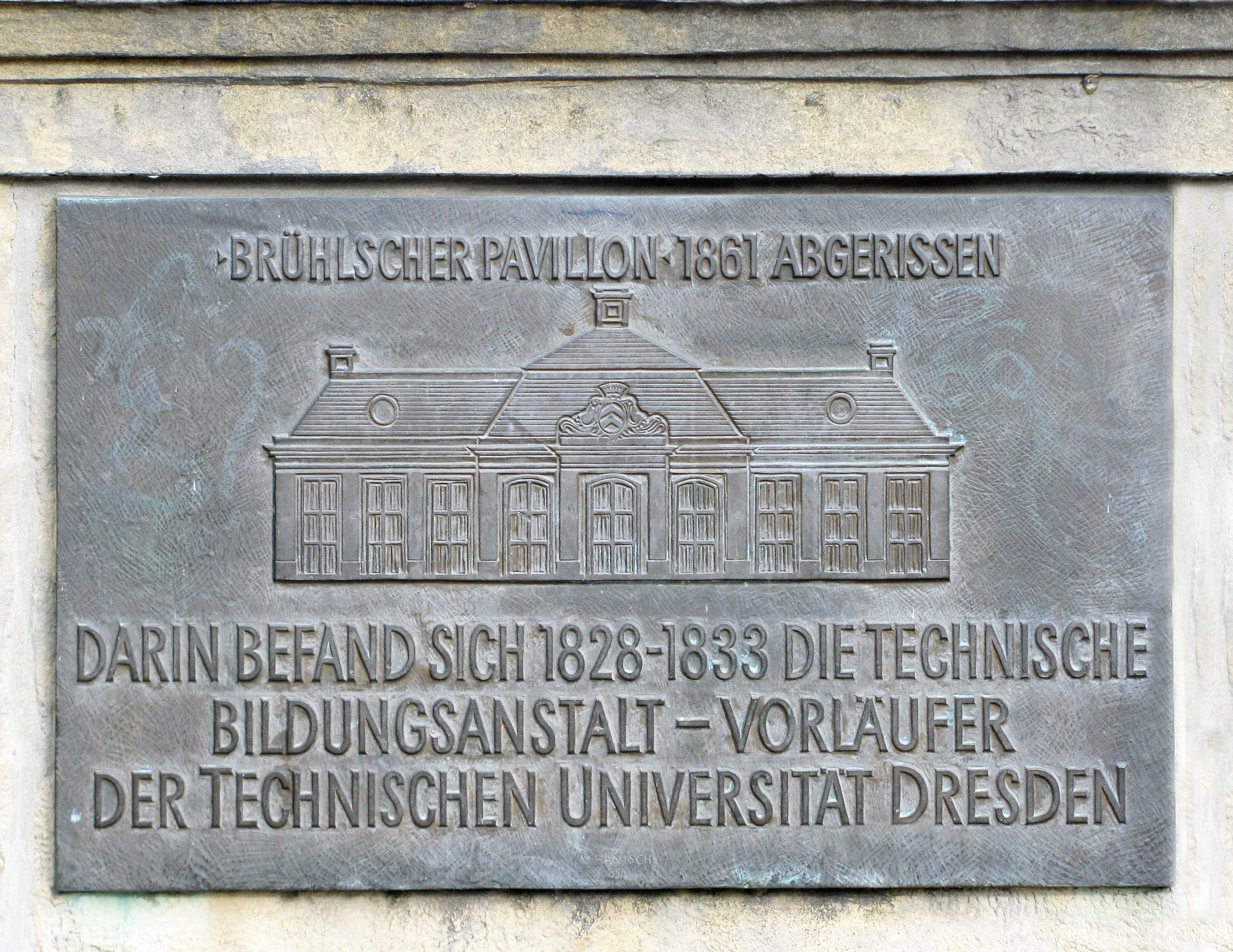
Bronzene, 1986 von Martin Hänisch geschaffene Gedenktafel zur Erinnerung an den ersten Standort des Vorläufers der TU Dresden.

Nachhaltige Bedeutung sollte der Brühlsche Gartenpavillon durch den Umstand erhalten, dass er für den Zeitraum von fünf Jahren der Gründungssitz der Technischen Bildungsanstalt zu Dresden war, wodurch er als frühester Standort der TU Dresden und ihrer direkten Vorläufer gilt. Am 1. Mai 1828 fand in den Räumen des Pavillons die feierliche Eröffnung statt, der neben Kabinettsminister Detlev von Einsiedel und weiteren Repräsentanten auch die künftigen Lehrkräfte und Schüler beiwohnten. Der Gartenpavillon wurde damit zur Wirkungsstätte von Lehrkräften wie dem Vermessungsingenieur Wilhelm Gotthelf Lohrmann, der zugleich Vorsteher der Anstalt war, dem Eisenbahnpionier Johann Andreas Schubert, dem Gasbeleuchtungspionier Rudolf Sigismund Blochmann sowie dem Mediziner und Naturforscher Heinrich David August Ficinus.
Der Pavillon war damit Sachsens Zentrum in der Ausbildung von Fachkräften in technischen Bereichen vorm Hintergrund zunehmender Industrialisierung, verfügte allerdings nur über einen Hörsaal (den ovalen Hauptsaal) und zwei Zimmer zum Zeichnen mit einer Gesamtfläche von 550 Quadrat-Ellen. Da dieser Raum nicht mehr genügte, wurden schon 1829 die Lehrveranstaltungen der Fachbereiche Physik und Chemie in einen Raum im Gewölbe des bis 1589 errichteten, 1895 zugunsten des Polizeipräsidiums abgebrochenen Kuffenhauses (auch: Kufenhaus) am Zeughausplatz (Eckhaus Rampische Straße/Schießgasse) verlegt. Nachdem die Rüstkammer 1832 in den Zwinger umgezogen war, bekam die Technische Bildungsanstalt 1833 ein größeres Domizil im Rüstkammerkomplex (ehemalige Kriegskanzlei) an der Schösser-/Sporergasse nahe dem Jüdenhof, bevor sie bis 1846 erstmals einen eigenen Neubau (am Antonsplatz) erhielt.

### Atelier Ernst Rietschels, Abriss und Denkmalstandort

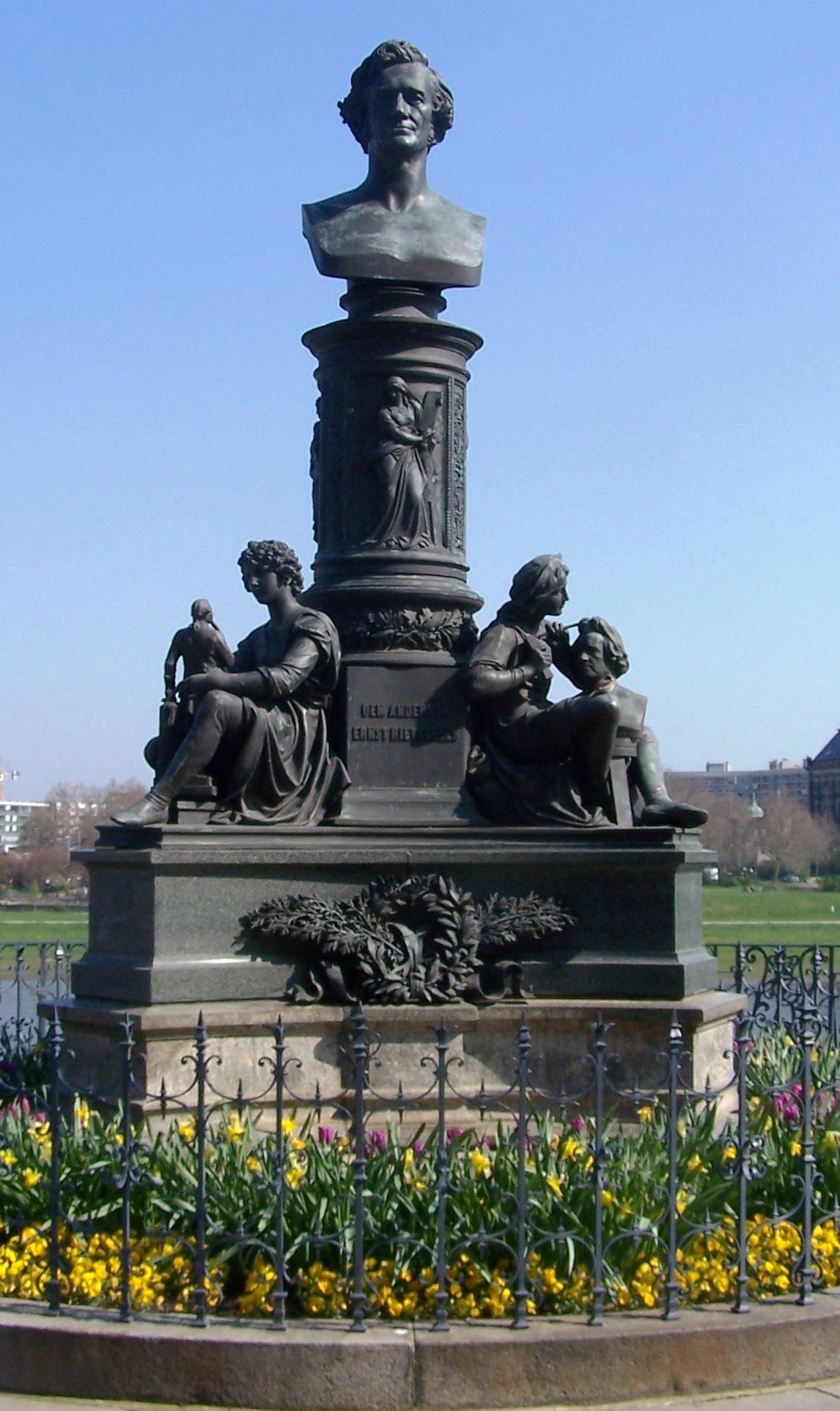
Rietscheldenkmal, 2008.

Ernst Rietschel (1804–1861), der als einer der bedeutendsten deutschen Bildhauer des Spätklassizismus gilt und 1832 Professor an der Dresdner Kunstakademie geworden war, hatte bereits im August 1832 die Zusicherung erhalten, den Brühlschen Gartenpavillon als Atelier für die Arbeiten am Friedrich-August-Denkmal und darüber hinaus nutzen zu dürfen. Im Anschluss an den Auszug der Technischen Bildungsanstalt aus dem Gebäude kam er 1833 darin unter. Dort arbeitete er an vielen Werken, darunter der heute in Bautzen ausgestellte Rietschelgiebel sowie das Goethe-Schiller-Denkmal in Weimar. Unter anderem waren in dem Atelier in den 1840er Jahren auch die bedeutenden Bildhauer Johannes Schilling und Gustav Adolph Kietz tätig – als Meisterschüler und Gehilfen Ernst Rietschels. Allerdings war er unzufrieden mit seinem schlecht beheizbaren und zu kleinen Atelier, wo er keinen eigenen Raum hatte, sondern alle Arbeiten vor seinen Schülern und Besuchern ausführen musste. Deshalb erhielt Rietschel 1854 größere Atelierräume in der – in historischer Literatur teils ebenso als Gartensaal bezeichneten – benachbarten Brühlschen Galerie.
Infolgedessen stand der schon damals mehr als 100 Jahre alte Gartenpavillon leer und war dem Verfall preisgegeben. Schließlich wurde er 1861 abgerissen. Dass der Pavillon 1860 noch vorhanden, 1862 aber nicht mehr vorhanden war, geht aus verschiedenen Abbildungen und Stadtplänen dieser Zeit hervor. Folglich irrt Fritz Löffler mit seiner von verschiedentlicher Literatur übernommenen Angabe, der Abbruch sei erst 1872 erfolgt. Tatsächlich 1872 vollendete jedoch Johannes Schilling das Ausführungsmodell des Rietscheldenkmals und stellte es aus. Es wurde schließlich in einem bald nach dem Abriss des Pavillons am Platz des ovalen Saals angelegten Blumenrondell errichtet und dort am 21. Februar 1876 – Rietschels 15. Todestag – enthüllt, um an den Bildhauer an dessen einstiger Wirkungsstätte zu erinnern. Unterdessen weist auf den Pavillon als Keimzelle der TU Dresden eine bronzene Gedenktafel mit den Maßen 53 mal 88 Zentimeter hin, geschaffen 1986 von Martin Hänisch.